# Mistrovství světa veteránů v orientačním běhu
Mistrovství světa veteránů v orientačním běhu (anglicky:World Masters Orienteering Championships, zkratka:WMOC) je mezinárodní soutěž založená a konaná od roku 1996. Závodů se mohou účastnit jen ti, kteří dovršili daného roku 35 let a výše.
| Rok  | Datum                    | Země        | Město           |
| ---- | ------------------------ | ----------- | --------------- |
| 1996 | 8.–12. května            | Španělsko   | Murcia          |
| 1997 | 29. srpna – 4. září      | USA         | Minnesota       |
| 1998 | 1.–5. července           | Česko       | Nový Bor        |
| 1999 | 19.–23. července         | Dánsko      | Århus           |
| 2000 | 1.–7. července           | Nový Zéland | Feilding        |
| 2001 | 1.–5. července           | Litva       | Nida            |
| 2002 | 6.–11. září              | Austrálie   | Bendigo         |
| 2003 | 13.–17. července         | Norsko      | Halden          |
| 2004 | 3.–10. července          | Itálie      | Asiago          |
| 2005 | 22.–31. července         | Kanada      | Edmonton        |
| 2006 | 1.–8. července           | Rakousko    | Wiener Neustadt |
| 2007 | 7.–14. července          | Finsko      | Kuusamo         |
| 2008 | 28. června – 5. července | Portugalsko | Marinha Grande  |
| 2009 | 10.–18. září             | Austrálie   | Sydney          |
| 2010 | 31. července – 7. srpna  | Švýcarsko   | Neuchâtel       |
| 2011 | 1.–8. července           | Maďarsko    | Pécs            |
| 2012 | 1.–7. července           | Německo     | Bad Harzburg    |
| 2013 | 2.–11. srpna             | Itálie      | Turín           |
| 2014 | 1.-8. listopadu          | Brazílie    | Porto Alegre    |
| 2015 | 26. července - 1. srpna  | Švédsko     | Göteborg        |
| 2016 | 7.–13. srpna             | Estonsko    | Tallin          |
| 2017 | 23.–29. dubna            | Nový Zéland | Auckland        |
| 2018 | 6.–13. července          | Dánsko      | Kodaň           |
| 2019 | 1.–7. července           | Lotyšsko    | Riga            |
| 2020 | 7.–15. srpna             | Slovensko   | Košice          |